# العلاقات الباربادوسية الكونغوية
العلاقات الباربادوسية الكونغولية هي العلاقات الثنائية التي تجمع بين باربادوس وجمهورية الكونغو.

## مقارنة بين البلدين
هذه مقارنة عامة ومرجعية للدولتين:
| وجه المقارنة                                              | باربادوس       | [[تصنيف:صفحات تستخدم رمز علم غير موجود\|]] جمهورية الكونغو |
| --------------------------------------------------------- | -------------- | ---------------------------------------------------------- |
| المساحة (كم2)                                             | 439            | 342.00 ألف                                                 |
| عدد السكان (نسمة)                                         | 285.72 ألف     | 5.26 مليون                                                 |
| الكثافة السكانية (ن./كم²)                                 | 65.08 ألف      | 15.38                                                      |
| العاصمة                                                   | بريدج تاون     | برازافيل                                                   |
| اللغة الرسمية                                             | لغة إنجليزية   | لغة فرنسية                                                 |
| العملة                                                    | دولار بربادوسي | فرنك وسط أفريقي                                            |
| الناتج المحلي الإجمالي (بليون دولار)                      | 4.80 مليار     | 8.72 مليار                                                 |
| الناتج المحلي الإجمالي (تعادل القوة الشرائية) بليون دولار | 4.66 مليار     | 29.48 مليار                                                |
| الناتج المحلي الإجمالي الاسمي للفرد دولار أمريكي          | 15.43 ألف      | 1.85 ألف                                                   |
| الناتج المحلي الإجمالي للفرد دولار أمريكي                 | 16.06 ألف      |                                                            |
| مؤشر التنمية البشرية                                      | 0.795          | 0.591                                                      |
| رمز المكالمات الدولي                                      | +1246          | +242                                                       |
| رمز الإنترنت                                              | .bb            | .cg                                                        |
| المنطقة الزمنية                                           | 00             | ت ع م+01:00                                                |

## منظمات دولية مشتركة
يشترك البلدان في عضوية مجموعة من المنظمات الدولية، منها:
| علم المنظمة | اسم المنظمة                                 | تاريخ انضمام باربادوس | تاريخ انضمام جمهورية الكونغو |
| ----------- | ------------------------------------------- | --------------------- | ---------------------------- |
|             | البنك الدولي للإنشاء والتعمير               | 12 سبتمبر 1974        | 10 يوليو 1963                |
|             | يونسكو                                      | 24 أكتوبر 1968        | 24 أكتوبر 1960               |
|             | منظمة التجارة العالمية                      | ?                     | ?                            |
|             | وكالة ضمان الاستثمار متعدد الأطراف          | 12 أبريل 1988         | 16 أكتوبر 1991               |
|             | منظمة الشرطة الجنائية الدولية               | ?                     | ?                            |
|             | مؤسسة التمويل الدولية                       | 25 يونيو 1980         | 1 أكتوبر 1980                |
|             | الأمم المتحدة                               | 9 ديسمبر 1966         | 20 سبتمبر 1960               |
|             | مجموعة دول أفريقيا والكاريبي والمحيط الهادئ | ?                     | ?                            |
|             | مؤسسة التنمية الدولية                       | 29 سبتمبر 1999        | 8 نوفمبر 1963                |
|             | منظمة حظر الأسلحة الكيميائية                | ?                     | ?                            |
|             | المركز الدولي لتسوية المنازعات الاستشارية   | 1 ديسمبر 1983         | 14 أكتوبر 1966               |

## وصلات خارجية
- موقع وزارة الخارجية الباربادوسية